# Aéroport d'Ioannina
L’aéroport national d’Ioannina « Roi-Pyrrhus » (grec moderne : Κρατικός Αερολιμένας Ιωαννίνων «Βασιλεύς Πύρρος» / Kratikós aeroliménas Ioannínon «Vasiléfs Pýrros»), ou simplement aéroport national d’Ioannina (code IATA : IOA • code OACI : LGIO), est un aéroport situé à quatre kilomètres du centre-ville d’Ioannina, en Grèce.

## Situation
| \| 50 km1:6 137 000 \| Agrinion Aktion Alexandreia Alexandroúpoli Andravida Áraxos Astypalée Athènes · E. Venizélos Céphalonie La Canée Chios Corfou Héraklion Icarie Ioannina Kalamata Kalymnos Karpathos Kassos Kastellórizo Kastoria Kavala Cythère Kos Kotroni Kozani Larissa Lemnos Leros Milos Mykonos Mytilène Naxos Néa Anchíalos Paros Rhodes Maritsa Samos Santorin Sitía Skiathos Skyros Sparte Syros Tanagra Tatoi Thessalonique Tripoli Tympaki Zante Kastelli |
| 50 km1:6 137 000 |

## Histoire
| Année           | Événement |
| --------------- | --- |
| 1932            | L'aéroport d'Ioannina est construit. |
| 1953            | Construction du terminal d'origine de 450 m². |
| 1965            | Extension du terminal de 450m². |
| 1993            | Extension du terminal de 600 m² supplémentaires |
| 2007            | L'aéroport est renommé "Roi Pyrrhus" |
| 2017            | Achèvement de la nouvelle tour de contrôle et de la nouvelle voie de circulation. |
| 11 juillet 2019 | Le nouveau terminal de l'aéroport a été achevé et mis en service. Le nouveau terminal comprend un nouveau hall de départ et d’arrivée et une zone d’attente pour les passagers, ainsi qu’un restaurant et une zone hors taxes. |

## Installations aéroportuaires
| Piste                            | Longueur 2.400 / Largeur 45 mètres |
| Taxiway                          | Trois                              |
| Tablier                          | 43.000m2                           |
| Terminal                         | 5.290m2                            |
| Catégorie de lutte contre le feu | 6 (VI)                             |

## Compagnies aériennes et destinations
| Compagnies            | Destinations                                                       |
| --------------------- | ------------------------------------------------------------------ |
| Aegean Airlines       | Athènes E.-Venizélos En saison: Tel Aviv - Ben Gourion             |
| Atlantic Airways      | En saison charter: Billund                                         |
| Olympic Air           | Athènes E.-Venizélos                                               |
| Scandinavian Airlines | En saison charter: Copenhague-Kastrup, Göteborg, Stockholm-Arlanda |

Édité le 07/10/2019  Actualisé le 13/05/2023

## Statistiques de trafic
Pour des raisons techniques, il est temporairement impossible d'afficher le graphique qui aurait dû être présenté ici.

Voir la requête brute et les sources sur Wikidata.
| Année | Total des vols | Passagers intérieurs | Passagers internationaux | Total des passengers | Évolution annuelle |
| ----- | -------------- | -------------------- | ------------------------ | -------------------- | ------------------ |
| 1994  | 1648           | 79844                | 218                      | 80062                | Stable             |
| 1995  | 1935           | 95994                | 114                      | 96108                | 20,0%              |
| 1996  | 2101           | 110165               | 775                      | 110940               | 15,4%              |
| 1997  | 1946           | 108745               | 48                       | 108793               | 1,9%               |
| 1998  | 1975           | 107410               | 4                        | 107414               | 1,3%               |
| 1999  | 2198           | 119196               | 227                      | 119423               | 11,2%              |
| 2000  | 3492           | 175240               | 611                      | 175851               | 47,3%              |
| 2001  | 3352           | 146888               | 74                       | 146962               | 16,4%              |
| 2002  | 2981           | 125894               | 0                        | 125894               | 14,3%              |
| 2003  | 2757           | 135206               | 402                      | 135608               | 7,7%               |
| 2004  | 2936           | 145602               | 445                      | 146047               | 7,7%               |
| 2005  | 2618           | 128100               | 1298                     | 129398               | 11,4%              |
| 2006  | 2172           | 125731               | 508                      | 126239               | 2,4%               |
| 2007  | 2308           | 138104               | 2770                     | 140874               | 11,6%              |
| 2008  | 2186           | 129939               | 973                      | 130,912              | 7,1%               |
| 2009  | 2428           | 137253               | 729                      | 137982               | 5,4%               |
| 2010  | 2190           | 119329               | 695                      | 120024               | 13,3%              |
| 2011  | 1620           | 88271                | 326                      | 88597                | 26,2%              |
| 2012  | 1364           | 70937                | 254                      | 71191                | 19,6%              |
| 2013  | 1180           | 64479                | 10                       | 64489                | 9,4%               |
| 2014  | 1198           | 79389                | 6                        | 79395                | 23,1%              |
| 2015  | 1338           | 86515                | 8                        | 86523                | 9,0%               |
| 2016  | 1426           | 97105                | 17                       | 97122                | 12,2%              |
| 2017  | 1394           | 89858                | 6492                     | 95585                | 1,0%               |
| 2018  | 1572           | 89837                | 19993                    | 109830               | 14,9%              |
| 2019* | 1462           | 70078                | 23339                    | 93417                | 29,9%              |

- Jan - Août 2019